# Султанка філіпінська
Султанка філіпінська (Porphyrio pulverulentus) — вид журавлеподібних птахів родини пастушкових (Rallidae). Поширений на Філіппінах та на індонезійських островах Талауд. Колись вважалося, що це підвид султанки пурпурової, на яку він схожий, але має оливково-каштанову мантію та лопатки, а все оперення має попелясто-сірий відтінок.